# 吕加尼昂
吕加尼昂（法語：Lugagnan，法語發音：[lyɡaɲɑ̃]）是法国上比利牛斯省的一个市镇，位于该省中西部，属于阿热莱斯加佐斯特区。

## 地理
吕加尼昂（43°3'43"N, 0°2'17"W）面积0.75 平方千米，位于法国奧克西塔尼大區上比利牛斯省，该省份为法国西南部内陆省份，北至热尔省，西接大西洋比利牛斯省，南与西班牙接壤，东临上加龙省。
与吕加尼昂接壤的市镇（或旧市镇、城区）包括：拉沃当地区阿斯潘、热尔、盧爾德、圣克雷阿克、维热。

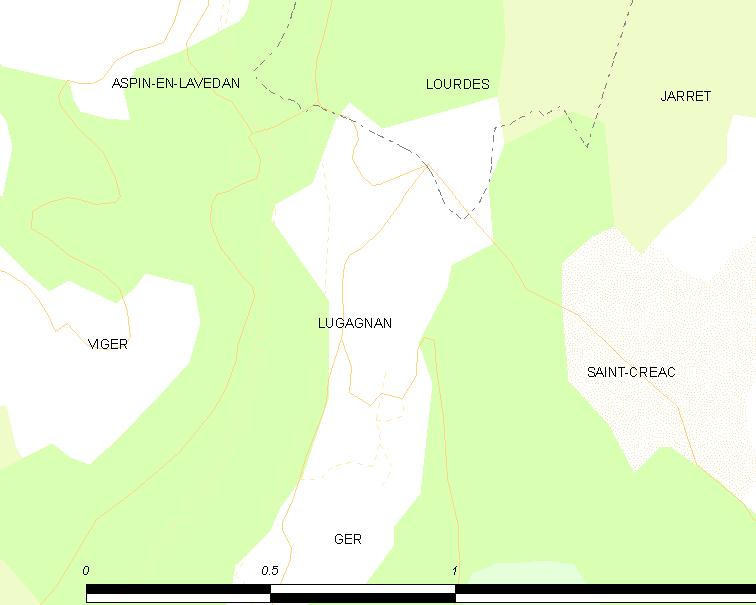
吕加尼昂的OSM定位图

吕加尼昂的时区为UTC+01:00、UTC+02:00（夏令时）。

## 行政
吕加尼昂的邮政编码为65100，INSEE市镇编码为65291。

## 政治
吕加尼昂所属的省级选区为卢尔德第二县。

## 人口

1962-2008年间吕加尼昂人口变化图示

吕加尼昂于2022年1月1日时的人口数量为163人。